# 力武薬品産業
力武薬品産業株式会社（りきたけやくひんさんぎょう）は、長崎県佐世保市に本社を置く「医薬品」「一般用医薬品」を卸売りをする会社であった。

## 概要
- 資本金　500万円
- 代表取締役社長　飯塚和彦
- 代表取締役専務　岡村薫

## 沿革
- 1968年4月　創業
- 1971年1月  「富田薬品株式会社」と業務提携
- 1979年11月 「富田薬品株式会社」と合併「力武支社」として発足

## 主な取引メーカー
- 塩野義製薬
- 田辺製薬
- 三共
- 九州三共